# Samławki
Samławki (niem. Samlack) – wieś w Polsce położona w województwie warmińsko-mazurskim, w powiecie olsztyńskim, w gminie Kolno.
W latach 1975–1998 miejscowość administracyjnie należała do województwa olsztyńskiego.

## Historia wsi
Nazwa wsi wskazuje na jej pruski rodowód. Wieś ponownie była lokowana w drugiej połowie XIV w. przez biskupa warmińskiego Henryka Sorboma. Wieś lokowana była na prawie chełmińskim, a (w Sł. geogr.) zapisano: „Płacili od 24 włók po 17 skojców, od pozostałych zaś 5 które się »Ackerpanie« zowią po 0,5 grzywny, karczmarz 0,5 grzywny w dzień Oczyszczenia P. Maryi”.
W 1595 biskup warmiński Andrzej Batory nadał Leonardowi Marcinkowskiemu z Reszla grunt na postawienie karczmy. W wykazie wsi na terenie Warmii pogrupowanych według parafii przed 1772 Samławki należały do parafii Leginy. W Samławkach znajduje się kaplica o której wspomniał jako „stara” Orłowicz w swoim przewodniku.
W 1945 nie zdołano zebrać wszystkich ozimin, w związku z czym pojawiła się plaga myszy. Od 1954 gospodarstwo z Samławek o powierzchni 148 ha weszło w skład RZD Łężany.
W monografii Biskupca i powiatu podano wzmianki, że Samławki były siedzibą gromady (Prezydium Gromadzkiej Rady Narodowej w latach 1955 i 1967. Do gromady Samławki należały wsie: Samławki, Gajówka Mnichowska, Kominki, Leginy, Oterki, Otry i Wola.

## Demografia
- W 1882 było tu 340 mieszkańców, w tym 332 katolików. W tym czasie było tu 66 domów.
- W 1910 było tu 285 mieszkańców.

## Wykopaliska archeologiczne

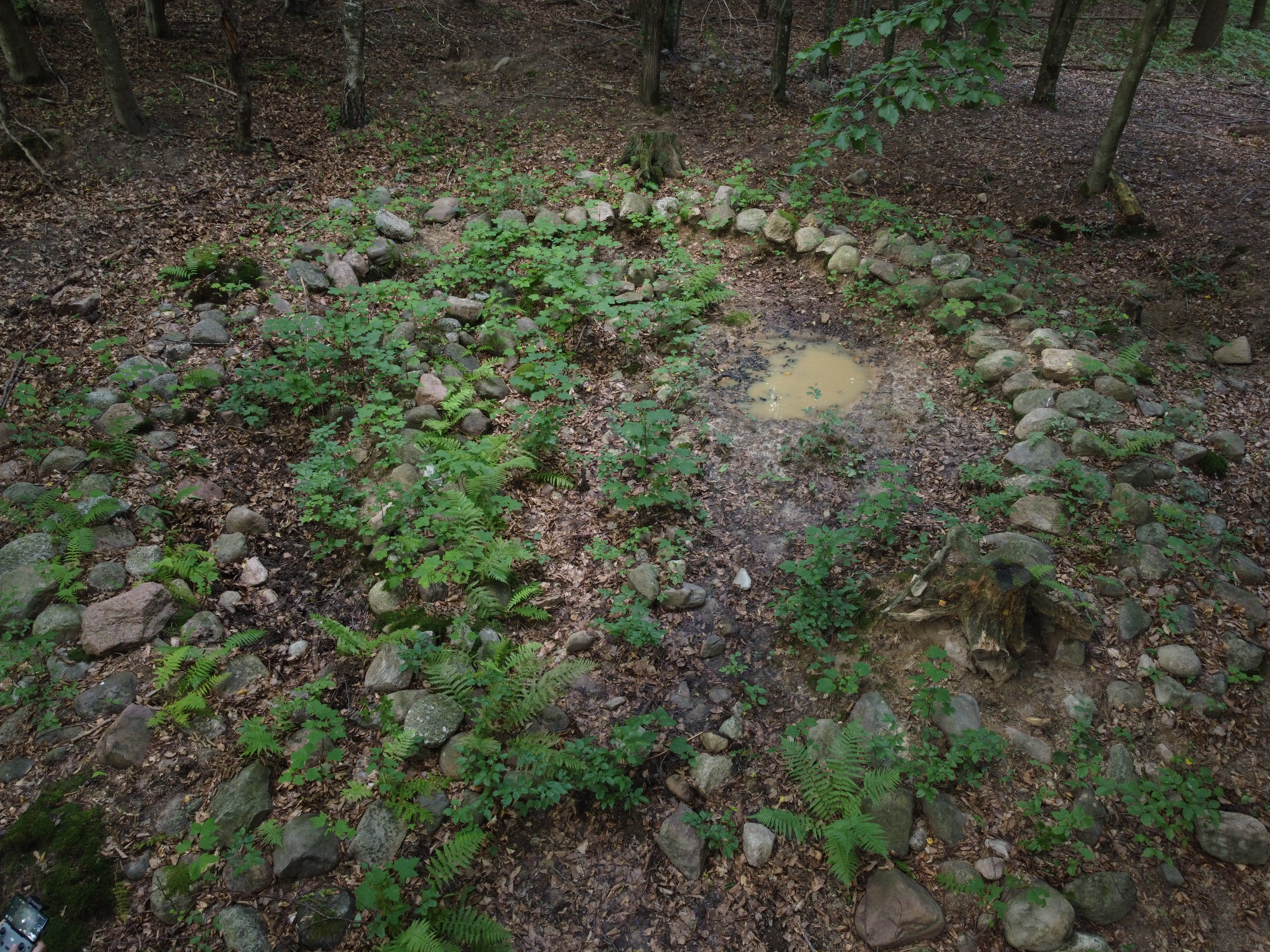
Jeden z kurhanów 10 lat po odkrywce archeologicznej

W lesie na południe od wsi odkryto cmentarzysko kurhanowe zachodniego odłamu Bałtów z wczesnej epoki żelaza (V-IV wiek p.n.e.). 
Nekropolia składa się z sześciu kurhanów w kształcie kopców o średnicy 10 m i wysokości 1,5 m. Jedyny dotąd przebadany kurhan miał na obwodzie krąg kamienny. Wewnątrz niego usytuowana była komora grobowa z pochówkami ciałopalnymi w glinianych popielnicach, które były umieszczone na kwadratowym bruku kamiennym. Całość była przykryta obstawą kamienną w formie kopuły.
Istnieją plany, by na terenie cmentarzyska stworzyć park archeologiczny oraz doprowadzić do niego ścieżkę dydaktyczną.